# Steve Callaghan

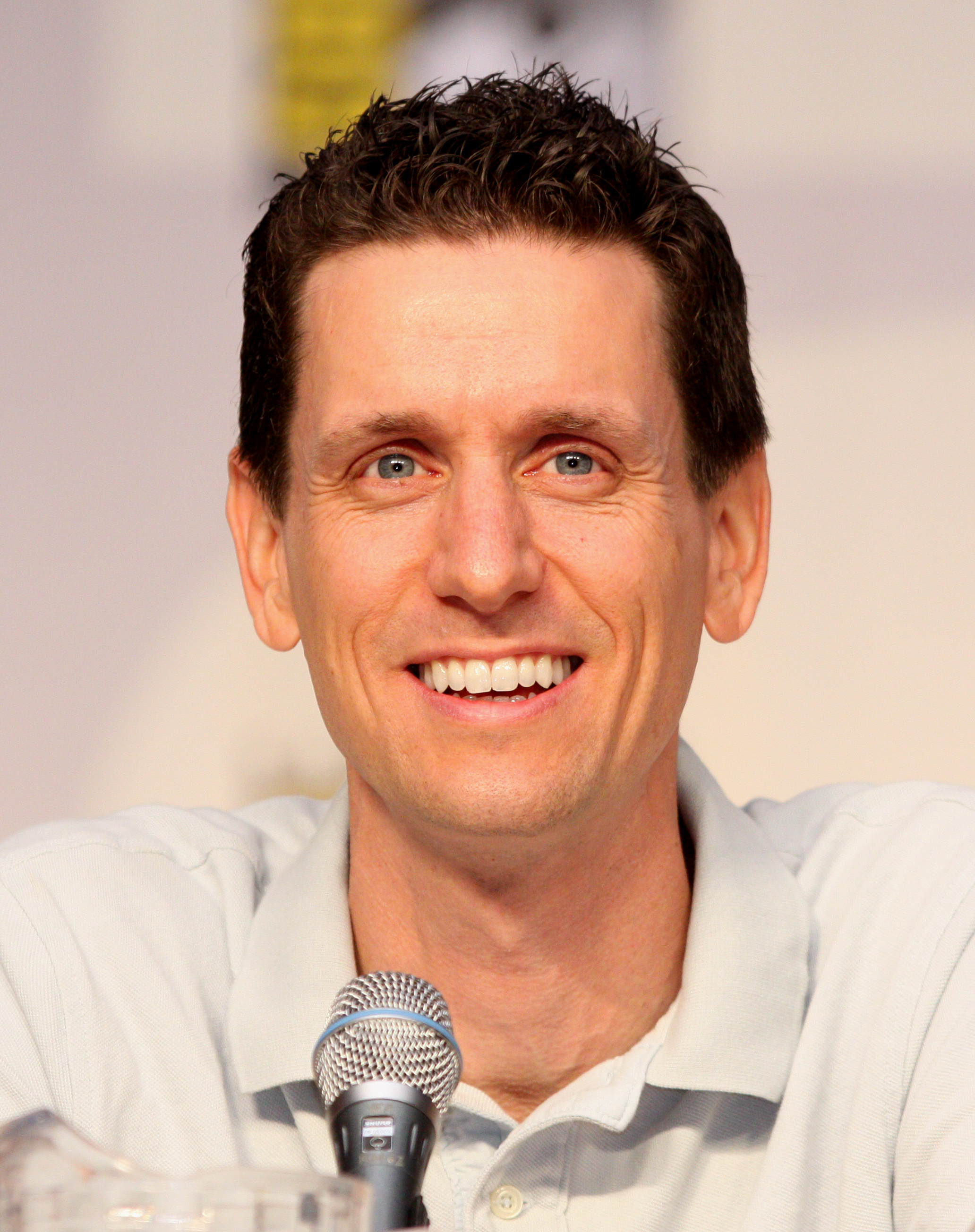
Steve Callaghan (2010)

Steve Callaghan (* 14. November 1968) ist ein US-amerikanischer Drehbuchautor, Produzent und Synchronsprecher, der vor allem für seine Arbeit an Family Guy bekannt ist. Er ist Absolvent der University of California, Los Angeles. Callaghan begann seine Karriere 1999 als Autorenassistent bei Family Guy und hat seitdem als Autor und Produzent an einer Reihe von Fernsehserien wie 3-South, Yes, Dear und American Dad mitgewirkt.

## Karriere
Callaghan wurde 1999 ein Job als Autorenassistent bei der Zeichentrickserie Family Guy angeboten und wurde eines der ersten Mitglieder des ursprünglichen Autorenteams der Serie. In der fünften, sechsten und siebten Staffel der Serie war er als Co-Executive Producer tätig, in der achten Staffel als Executive Producer. Während der Absetzung der Serie von 2003 bis 2005 schrieb Callaghan für die CBS-Sitcom Yes, Dear und die Zeichentrickserie 3 South auf MTV.
Im Jahr 2009 wurde bekannt gegeben, dass Callaghan ab der neunten Staffel bis zur fünfzehnten Staffel als ausführender Produzent und Showrunner für Family Guy fungieren und die Umstellung der Serie auf High Definition beaufsichtigen würde. Callaghan hat zwei Bücher über die Serie verfasst, Family Guy: Stewie's Guide to World Domination und ein Handbuch zu den ersten drei Staffeln der Serie.
Im Jahr 2013 wurde Callaghan zusätzlich zu seinen Aufgaben bei Family Guy auch zum ausführenden Produzenten und Showrunner für die achte Staffel von American Dad! ernannt.
Callaghan ist auch heute noch ausführender Produzent von Family Guy.
Er wurde zweimal für einen Primetime Emmy Award nominiert (einschließlich einer Nominierung für Beste Comedy-Serie im Jahr 2009).

## Filmografie
- seit 1999: Family Guy
- 2003–2005: Yes, Dear
- 2013: American Dad

## Bibliografie
- 2005: Family Guy: Stewie's Guide to World Domination. HarperCollins, ISBN 978-0-06-077321-2.
- 2005: Family Guy: The Official Episode Guide: Seasons 1-3, It Books, ISBN 978-0-06-083305-3